# Matías de Llera
Mathías de Llera (Lacorvilla, ? - 1679) fue un médico aragonés del siglo XVII.

## Biografía
Natural de Lacorvilla, estudió medicina en la universidad de Zaragoza y se unió al colegio de médicos y cirujanos de la ciudad en 1650. En 1652 obtuvo una cátedra en dicha universidad.
En 1666 publicó en Zaragoza su Manus medica dextera quinque digitos continens, tratado médico siguiendo las teorías de Galeno. Partidario de la ortodoxia médica imperante en las instituciones sanitarias de la época, defendió en su tratado la sangría como tratamiento médico, pese a las crecientes críticas del movimiento novator. Pese a ello, la obra es considerada valiosa por su gran ojo clínico, y apenas un año después fue nombrado médico de familia la casa de Borgoña, uno de los departamentos cortesanos de la Monarquía Hispánica.
En la década de 1670 consta como jurado de la ciudad de Zaragoza y fue uno de los expertos que redactaron un estudio para la ciudad sobre la posibilidad y salubridad de retomar las antiguas captaciones de agua de época romana en Marlofa. En 1674 se publicó en Lyon su Clavis totius medicinae dentibus octo acutissimis fabrefacta, un tratado de patología. En 1676 ascendió a catedrático de prima, la máxima categoría en la universidad, y en 1677 fue nombrado médico de cámara de la corte.
Su fallecimiento en 1679 supuso su sustitución en la cátedra por el reformista José Lucas Casalete, en un importante cambio de tendencia en la medicina de la época si bien la influencia de Llera, llamado "maestro mío" por el tradicionalista Tomás Longás, se dejó notar aún durante los conflictos entre reformadores y conservadores de las décadas siguientes. Muchos médicos de la siguiente generación como Bartolomé Sanahuja y Albácar fueron también alumnos suyos.